# Hypostomus angipinnatus
Hypostomus angipinnatus is een straalvinnige vissensoort uit de familie van de harnasmeervallen (Loricariidae). De wetenschappelijke naam van de soort is voor het eerst geldig gepubliceerd in 1922 door Leege.